# Ліздейко
Ліздейко (Ліздейка, біл. Ліздзейка, лит. Lizdeika, пол. Lizdejko) — легендарний литовський верховний жрець (Криве-крівайтіс), засновник жрецької традиції у Вільні.

## Свідчення
У переказах, зафіксованих в  білорусько-литовських літописах, хроніці  Мацея Стрийковського і пізніших переказах, розповідається про те, як під час полювання брат Гедиміна князь Витень почув у лісі плач розбудженого звуками мисливських рогів немовляти в кошику, вкритим зеленню, і за порадою жерця (таємного батька дитини) взяв його на виховання. За іншою версією дитина, яка плакала, була знайдена Гедиміном в орлиному гнізді. Місцевість отримала назву  Verkiai  (Веркяй, приміський маєток Вільни; від лит. verkti — «плакати»), а дитина — ім'я Ліздейка (від лит. lizdas  — «гніздо»). Вихований при княжому дворі хлопчик став верховним жерцем Криве-крівайтісом і, одружившись із сестрою князя Витеня, нібито став родоначальником княжих родів  Радзивілів,  Остіковичей,  Нарбутів.
У мотиві покинутого в орлиному гнізді хлопчика вбачаються рефлекси  шаманських  ритуалів  ініціації і відповідних  міфів, які мотивують особливе знання і інші надприродні здібності перебуванням по ту сторону життя і повторним народженням, взагалі міфологічних сюжетів пересувань по  світовому древу і пов'язаних з цим здібностями до пророкувань, тлумаченням снів, тощо. Коли Гедиміну на Свинторозі біля річки  Вільні  приснився величезний залізний вовк на Туровій горі, який вив, як сотня вовків, Ліздейко витлумачив його як ознаку того, що в цьому місці буде  столичне місто, слава якого пошириться по всьому світу. Так була заснована  Вільна.